# 巴孔 (菲律宾)

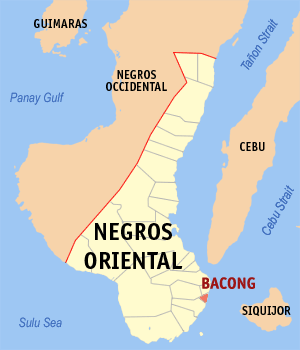
东内格罗省的地图，示巴孔所在地

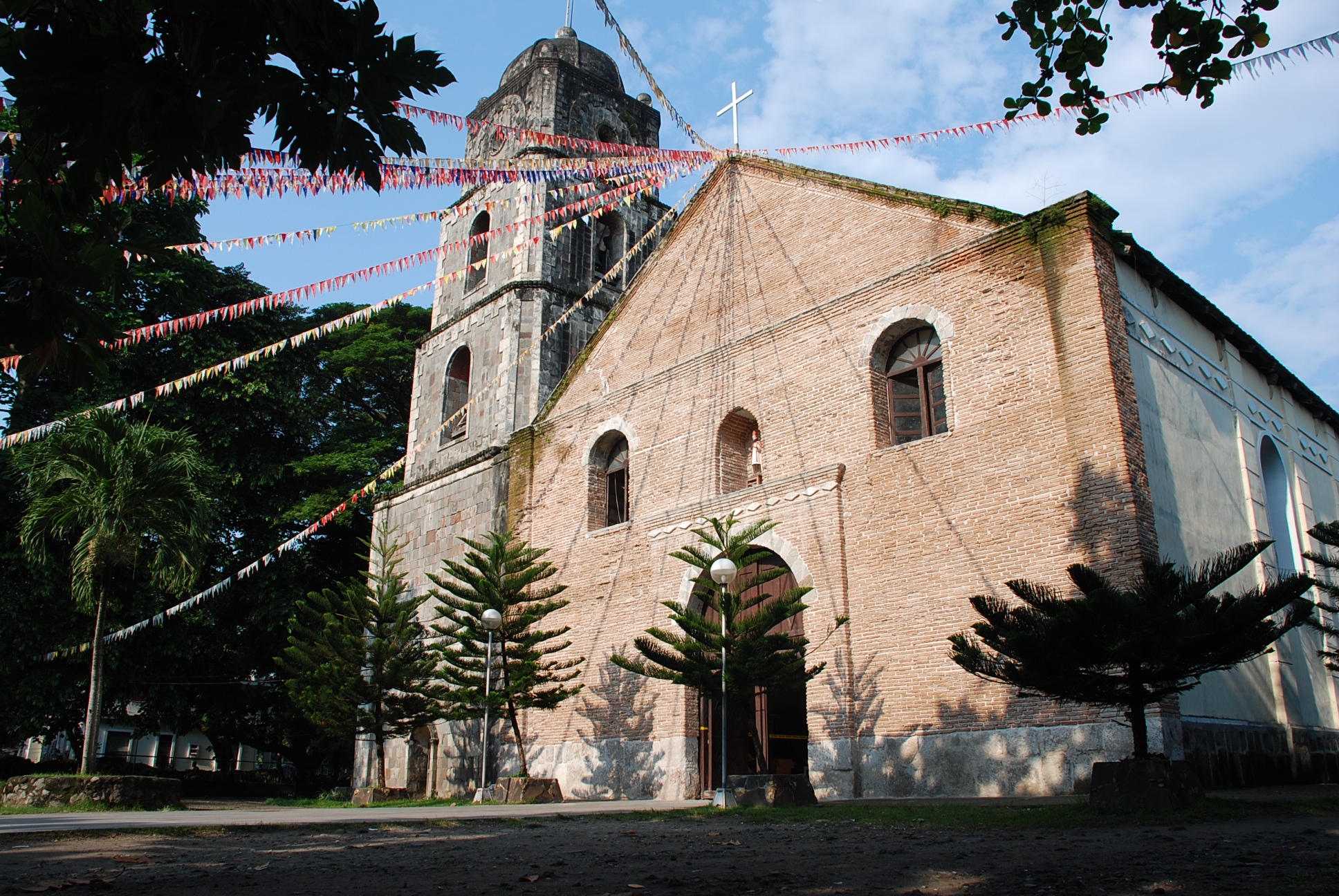
巴孔教堂

巴孔（Bacong）是菲律宾东内格罗省的一座城市。面积40.30平方公里。根据2015年人口普查结果，巴孔拥有36,527 名居民。